# Gran Premio motociclistico di San Marino e della Riviera di Rimini 2012
Il Gran Premio motociclistico di San Marino e della Riviera di Rimini 2012 è stato il tredicesimo Gran Premio del motomondiale 2012. Le gare si sono disputate il 16 settembre 2012 presso il Misano World Circuit Marco Simoncelli. Nelle tre classi i vincitori sono stati rispettivamente: Jorge Lorenzo in MotoGP, Marc Márquez in Moto2 e Sandro Cortese in Moto3.

## MotoGP
Casey Stoner, infortunato, viene sostituito da Jonathan Rea, impegnato a tempo pieno nel mondiale Superbike con la Honda CBR1000RR del team Ten Kate e al debutto nel motomondiale; allo stesso modo esordisce David Salom, anche lui pilota del mondiale Superbike con il Team Pedercini, che viene chiamato dal team Avintia Blusens per correre al posto di Iván Silva, il quale resta in squadra con il ruolo di collaudatore.
La partenza viene rinviata poco prima dello spegnimento dei semafori per problemi tecnici sulla moto di Karel Abraham; la distanza di gara pertanto viene ridotta di un giro, da 28 a 27 tornate, e viene ripetuta la procedura di partenza, caratterizzata da altri inconvenienti per lo stesso Abraham, che riesce a partire dai box, e per Daniel Pedrosa, costretto a prendere il via dal fondo dello schieramento.

### Arrivati al traguardo
| Pos. | Nº | Pilota           | Squadra                   | Motocicletta       | Giri | Tempo     | Griglia | Punti |
| ---- | -- | ---------------- | ------------------------- | ------------------ | ---- | --------- | ------- | ----- |
| 1º   | 99 | Jorge Lorenzo    | Yamaha Factory Racing     | Yamaha YZR-M1      | 27   | 42:49.836 | 2       | 25    |
| 2º   | 46 | Valentino Rossi  | Ducati Team               | Ducati Desmosedici | 27   | +4.398    | 6       | 20    |
| 3º   | 19 | Álvaro Bautista  | San Carlo Honda Gresini   | Honda RC213V       | 27   | +6.055    | 5       | 16    |
| 4º   | 4  | Andrea Dovizioso | Monster Yamaha Tech 3     | Yamaha YZR-M1      | 27   | +6.058    | 7       | 13    |
| 5º   | 11 | Ben Spies        | Yamaha Factory Racing     | Yamaha YZR-M1      | 27   | +7.543    | 8       | 11    |
| 6º   | 6  | Stefan Bradl     | LCR Honda                 | Honda RC213V       | 27   | +13.272   | 4       | 10    |
| 7º   | 69 | Nicky Hayden     | Ducati Team               | Ducati Desmosedici | 27   | +40.907   | 10      | 9     |
| 8º   | 56 | Jonathan Rea     | Repsol Honda              | Honda RC213V       | 27   | +43.162   | 9       | 8     |
| 9º   | 14 | Randy de Puniet  | Power Electronics Aspar   | ART                | 27   | +1:09.627 | 12      | 7     |
| 10º  | 51 | Michele Pirro    | San Carlo Honda Gresini   | FTR                | 27   | +1:13.605 | 15      | 6     |
| 11º  | 5  | Colin Edwards    | NGM Mobile Forward Racing | Suter              | 27   | +1:16.695 | 20      | 5     |
| 12º  | 68 | Yonny Hernández  | Avintia Blusens           | BQR                | 27   | +1:19.073 | 18      | 4     |
| 13º  | 77 | James Ellison    | Paul Bird Motorsport      | ART                | 27   | +1:19.408 | 16      | 3     |
| 14º  | 9  | Danilo Petrucci  | Came IodaRacing Project   | Ioda-Suter         | 26   | +1 giro   | 19      | 2     |
| 15º  | 44 | David Salom      | Avintia Blusens           | BQR                | 26   | +1 giro   | 21      | 1     |

### Ritirati
| Nº | Pilota          | Squadra                 | Motocicletta       | Giri | Griglia |
| -- | --------------- | ----------------------- | ------------------ | ---- | ------- |
| 41 | Aleix Espargaró | Power Electronics Aspar | ART                | 23   | 14      |
| 35 | Cal Crutchlow   | Monster Yamaha Tech 3   | Yamaha YZR-M1      | 4    | 3       |
| 54 | Mattia Pasini   | Speed Master            | ART                | 1    | 17      |
| 8  | Héctor Barberá  | Pramac Racing           | Ducati Desmosedici | 0    | 13      |
| 26 | Daniel Pedrosa  | Repsol Honda            | Honda RC213V       | 0    | 1       |
| 17 | Karel Abraham   | Cardion AB Motoracing   | Ducati Desmosedici | 0    | 11      |

## Moto2
Roberto Rolfo lascia il team Technomag-CIP e viene rimpiazzato da Tomoyoshi Koyama. Ricard Cardús e Max Neukirchner, infortunatisi a Brno, vengono sostituiti rispettivamente da Steven Odendaal e Mike Di Meglio; quest'ultimo aveva corso i precedenti Gran Premi con il team MZ Racing, che a causa di difficoltà economiche sospende il proprio impegno nel motomondiale sia in Moto2 che in Moto3. Sempre per problemi fisici Eric Granado non partecipa al Gran Premio e non viene sostituito.
La corsa è stata interrotta nel corso del 4º dei 26 giri previsti per la presenza di olio in pista lasciato dalla moto di Gino Rea. La corsa è poi ripartita sulla distanza di 14 giri, con la griglia di partenza basata sulla classifica dei primi tre giri; l'ordine d'arrivo della seconda parte di gara ha determinato il risultato finale.
Nel Gran Premio di Francia Anthony West era risultato positivo a controlli antidoping, per tale motivo il 31 ottobre 2012 dopo il GP d'Australia è stata presa la decisione di annullare il risultato ottenuto in Francia e di squalificarlo per un mese, cosa che non gli ha permesso di partecipare all'ultima tappa del campionato 2012, a Valencia. In seguito, il 28 novembre 2013, vengono annullati tutti i suoi risultati ottenuti nei 17 mesi successivi al GP di Francia della stagione precedente, fra cui quello di questa gara.

### Arrivati al traguardo
| Pos. | Nº | Pilota               | Squadra                   | Motocicletta       | Giri | Tempo     | Griglia | Punti |
| ---- | -- | -------------------- | ------------------------- | ------------------ | ---- | --------- | ------- | ----- |
| 1º   | 93 | Marc Márquez         | Catalunya Caixa Repsol    | Suter MMX          | 14   | 23:11.278 | 1       | 25    |
| 2º   | 40 | Pol Espargaró        | Pons 40 HP Tuenti         | Kalex              | 14   | +0.359    | 2       | 20    |
| 3º   | 29 | Andrea Iannone       | Speed Master              | Speed Up           | 14   | +1.634    | 5       | 16    |
| 4º   | 36 | Mika Kallio          | Marc VDS Racing           | Kalex              | 14   | +5.078    | 9       | 13    |
| 5º   | 80 | Esteve Rabat         | Pons 40 HP Tuenti         | Kalex              | 14   | +5.246    | 7       | 11    |
| 6º   | 77 | Dominique Aegerter   | Technomag-CIP             | Suter MMX          | 14   | +5.570    | 17      | 10    |
| 7º   | 45 | Scott Redding        | Marc VDS Racing           | Kalex              | 14   | +6.364    | 3       | 9     |
| 8º   | 38 | Bradley Smith        | Tech 3 Racing             | Tech 3 Mistral 610 | 14   | +6.853    | 10      | 8     |
| 9º   | 12 | Thomas Lüthi         | Interwetten-Paddock       | Suter MMX          | 14   | +7.480    | 6       | 7     |
| 10º  | 5  | Johann Zarco         | JIR Moto2                 | Motobi             | 14   | +7.989    | 15      | 6     |
| 11º  | 30 | Takaaki Nakagami     | Italtrans Racing          | Kalex              | 14   | +8.560    | 4       | 5     |
| 12º  | 60 | Julián Simón         | Blusens Avintia           | Suter MMX          | 14   | +11.509   | 12      | 4     |
| 13º  | 15 | Alex De Angelis      | NGM Mobile Forward Racing | FTR                | 14   | +18.329   | 20      | 3     |
| 14º  | 71 | Claudio Corti        | Italtrans Racing          | Kalex              | 14   | +18.342   | 16      | 2     |
| 15º  | 18 | Nicolás Terol        | Mapfre Aspar              | Suter MMX          | 14   | +18.568   | 23      | 1     |
| 16º  | 81 | Jordi Torres         | Mapfre Aspar              | Suter MMX          | 14   | +18.687   | 18      |       |
| 17º  | 49 | Axel Pons            | Pons 40 HP Tuenti         | Kalex              | 14   | +18.862   | 21      |       |
| 18º  | 63 | Mike Di Meglio       | Kiefer Racing             | Kalex              | 14   | +25.645   | 19      |       |
| 19º  | 14 | Ratthapark Wilairot  | Thai Honda PTT Gresini    | Suter MMX          | 14   | +30.003   | 8       |       |
| 20º  | 75 | Tomoyoshi Koyama     | Technomag-CIP             | Suter MMX          | 14   | +33.121   | 25      |       |
| 21º  | 23 | Marcel Schrötter     | Desguaces La Torre SAG    | Bimota HB4         | 14   | +33.258   | 28      |       |
| 22º  | 22 | Alessandro Andreozzi | S/Master Speed Up         | Speed Up           | 14   | +33.532   | 26      |       |
| 23º  | 10 | Marco Colandrea      | SAG Team                  | FTR                | 14   | +47.303   | 29      |       |

### Ritirati
| Nº | Pilota         | Squadra                   | Motocicletta       | Giri | Griglia |
| -- | -------------- | ------------------------- | ------------------ | ---- | ------- |
| 72 | Yūki Takahashi | NGM Mobile Forward Racing | FTR                | 8    | 11      |
| 3  | Simone Corsi   | Came IodaRacing Project   | FTR                | 8    | 13      |
| 19 | Xavier Siméon  | Tech 3 Racing             | Tech 3 Mistral 610 | 6    | 14      |
| 82 | Elena Rosell   | QMMF Racing               | Speed Up           | 1    | 30      |

### Ritirati nella prima parte
| Nº | Pilota          | Squadra             | Motocicletta | Giri | Griglia |
| -- | --------------- | ------------------- | ------------ | ---- | ------- |
| 8  | Gino Rea        | Federal Oil Gresini | Suter MMX    | 2    | 22      |
| 84 | Steven Odendaal | Arguiñano Racing    | AJR          | 0    | 27      |

### Squalificato
| Nº | Pilota       | Squadra     | Motocicletta | Giri | Tempo   | Griglia |
| -- | ------------ | ----------- | ------------ | ---- | ------- | ------- |
| 95 | Anthony West | QMMF Racing | Speed Up     | 14   | +32.439 | 24      |

### Non partito
| Nº | Pilota             | Squadra             | Motocicletta |
| -- | ------------------ | ------------------- | ------------ |
| 4  | Randy Krummenacher | GP Team Switzerland | Kalex        |

## Moto3
Isaac Viñales e Riccardo Moretti, infortunatisi nel Gran Premio precedente, non partecipano al Gran Premio e vengono sostituiti rispettivamente da Josep Rodríguez e Miroslav Popov, mentre al posto di Alexis Masbou, infortunatosi durante una sessione di test, viene schierato Michael Ruben Rinaldi. Così come in Moto2 è assente il team MZ Racing ma l'unico pilota della squadra, Toni Finsterbusch, riesce comunque a correre con il Racing Team Germany. Inoltre in questo Gran Premio sono iscritti due piloti in qualità di wildcard, vale a dire Kevin Calia e Stefano Valtulini, entrambi su Honda, l'uno alla seconda presenza stagionale e l'altro all'esordio nel motomondiale.

### Arrivati al traguardo
| Pos. | Nº | Pilota                | Squadra                        | Motocicletta     | Giri | Tempo     | Griglia | Punti |
| ---- | -- | --------------------- | ------------------------------ | ---------------- | ---- | --------- | ------- | ----- |
| 1º   | 11 | Sandro Cortese        | Red Bull KTM Ajo               | KTM RC 250 GP    | 23   | 40:22.100 | 1       | 25    |
| 2º   | 39 | Luis Salom            | RW Racing GP                   | Kalex KTM        | 23   | +0.467    | 5       | 20    |
| 3º   | 5  | Romano Fenati         | Team Italia FMI                | FTR M3 Honda     | 23   | +0.937    | 2       | 16    |
| 4º   | 42 | Álex Rins             | Estrella Galicia 0,0           | Suter MMX3 Honda | 23   | +0.974    | 17      | 13    |
| 5º   | 25 | Maverick Viñales      | Blusens Avintia                | FTR M3 Honda     | 23   | +1.145    | 11      | 11    |
| 6º   | 94 | Jonas Folger          | Mapfre Aspar                   | Kalex KTM        | 23   | +1.180    | 6       | 10    |
| 7º   | 7  | Efrén Vázquez         | JHK t-shirt Laglisse           | FTR M3 Honda     | 23   | +1.315    | 15      | 9     |
| 8º   | 27 | Niccolò Antonelli     | San Carlo Gresini              | FTR M3 Honda     | 23   | +3.983    | 3       | 8     |
| 9º   | 44 | Miguel Oliveira       | Estrella Galicia 0,0           | Suter MMX3 Honda | 23   | +4.376    | 9       | 7     |
| 10º  | 61 | Arthur Sissis         | Red Bull KTM Ajo               | KTM RC 250 GP    | 23   | +10.872   | 10      | 6     |
| 11º  | 63 | Zulfahmi Khairuddin   | AirAsia-Sic-Ajo                | KTM RC 250 GP    | 23   | +14.499   | 8       | 5     |
| 12º  | 52 | Danny Kent            | Red Bull KTM Ajo               | KTM RC 250 GP    | 23   | +14.604   | 4       | 4     |
| 13º  | 55 | Héctor Faubel         | Mapfre Aspar                   | Kalex KTM        | 23   | +14.880   | 13      | 3     |
| 14º  | 23 | Alberto Moncayo       | Andalucia JHK t-shirt Laglisse | FTR M3 Honda     | 23   | +21.011   | 16      | 2     |
| 15º  | 84 | Jakub Kornfeil        | Redox-Ongetta-Centro Seta      | FTR M3 Honda     | 23   | +21.062   | 18      | 1     |
| 16º  | 41 | Brad Binder           | RW Racing GP                   | Kalex KTM        | 23   | +21.777   | 14      |       |
| 17º  | 19 | Alessandro Tonucci    | Team Italia FMI                | FTR M3 Honda     | 23   | +24.493   | 7       |       |
| 18º  | 9  | Toni Finsterbusch     | Racing Team Germany            | Honda NSF250R    | 23   | +59.383   | 32      |       |
| 19º  | 95 | Miroslav Popov        | Mahindra Racing                | Mahindra MGP3O   | 23   | +59.685   | 33      |       |
| 20º  | 71 | Michael Ruben Rinaldi | Caretta Technology             | Honda NSF250R    | 23   | +59.841   | 31      |       |
| 21º  | 3  | Luigi Morciano        | Ioda Team Italia               | Ioda             | 23   | +1:19.973 | 27      |       |
| 22º  | 51 | Kenta Fujii           | Technomag-CIP-TSR              | TSR Honda        | 23   | +1:22.961 | 34      |       |
| 23º  | 28 | Josep Rodríguez       | Ongetta-Centro Seta            | FTR M3 Honda     | 23   | +1:23.080 | 28      |       |
| 24º  | 33 | Stefano Valtulini     | Imperiali Racing               | Honda NSF250R    | 21   | +2 giri   | 29      |       |

### Ritirati
| Nº | Pilota          | Squadra                 | Motocicletta    | Giri | Griglia |
| -- | --------------- | ----------------------- | --------------- | ---- | ------- |
| 31 | Niklas Ajo      | TT Motion Events Racing | KTM RC 250 GP   | 21   | 24      |
| 12 | Álex Márquez    | Ambrogio Next Racing    | Suter MMX Honda | 4    | 25      |
| 96 | Louis Rossi     | Racing Team Germany     | FTR M3 Honda    | 3    | 12      |
| 80 | Armando Pontone | IodaRacing Project      | Ioda            | 3    | 30      |
| 30 | Giulian Pedone  | Ambrogio Next Racing    | Suter MMX Honda | 3    | 23      |
| 8  | Jack Miller     | Caretta Technology      | Honda NSF250R   | 2    | 21      |
| 53 | Jasper Iwema    | Moto FGR                | FGR Honda       | 1    | 22      |
| 74 | Kevin Calia     | Elle 2-Ciatti           | Honda NSF250R   | 0    | 19      |
| 89 | Alan Techer     | Technomag-CIP-TSR       | TSR Honda       | 0    | 20      |
| 99 | Danny Webb      | Mahindra Racing         | Mahindra MGP3O  | 0    | 26      |

### Non partito
| Nº | Pilota        | Squadra              | Motocicletta |
| -- | ------------- | -------------------- | ------------ |
| 26 | Adrián Martín | JHK t-shirt Laglisse | FTR M3 Honda |